# Coupe d'Écosse féminine de football 2018
Navigation
Édition précédente Édition suivante
La Coupe d'Écosse féminine de football féminin 2018 est la 48e édition de la Coupe d'Écosse féminine de football. Cette compétition est organisée par la Fédération d'Écosse de football. 

## Deuxième tour
| Équipe accueillant                  | Score        | Équipe visiteuse  |
| ----------------------------------- | ------------ | ----------------- |
| Dundee City                         | 1-4          | Kelty Hearts      |
| Edinburgh University Hutchison Vale | 7-0          | Hawick United     |
| East Fife                           | 2-1          | Westerlands       |
| Hamilton Academical WFC             | 3-1 a. p.    | Rangers WFC       |
| Dunfermline Athletic                | 3-6          | St Johnstone      |
| Forfar Farmington                   | 0-3          | Glasgow City      |
| Inverness City                      | 1-5          | Spartans WFC      |
| Stirling University Falkirk         | 4-1          | FC Kilmarnock     |
| Glasgow Girls FC                    | 1-5          | Hearts FC         |
| Dee Ladies                          | 0-12         | Renfrew           |
| Motherwell FC                       | 8-1          | Cumbernauld Colts |
| Édimbourg Caledonia                 | 6-4          | Queens Park       |
| Thistle Weir                        | 0-7          | Hibernian Ladies  |
| Aberdeen LFC                        | Match annulé | Bishopton         |
| Celtic Women                        | Match annulé | Cove Rangers      |
| Blackburn United                    | Match annulé | Dundee United     |

## Troisième tour
Le troisième tour se déroule les 12 et 22 août 2018.
| Équipe accueillant             | Score                              | Équipe visiteuse            |
| ------------------------------ | ---------------------------------- | --------------------------- |
| Aberdeen FC                    | 1-8                                | Motherwell FC               |
| Edinburgh University Hutchison | 2-1                                | Hamilton Academical WFC     |
| East Fife                      | 2-3                                | St Johnstone                |
| Hearts FC                      | 0-3                                | Spartans WFC                |
| Edinburgh Caledonia            | 1-2                                | Renfrew                     |
| Kelty Hearts                   | 0-11                               | Celtic Women                |
| Glasgow City                   | 5-0                                | Stirling University Falkirk |
| Hibernian Ladies               | match annulé- victoire par forfait | Dundee United Women         |

## Quarts de finale
| Équipe accueillant             | Score | Équipe visiteuse |
| ------------------------------ | ----- | ---------------- |
| Edinburgh University Hutchison | 0-11  | Hibernian Ladies |
| Spartans WFC                   | 3-1   | Celtic Women     |
| St Johnstone Women             | 0-1   | Motherwell FC    |
| Renfrew WFC                    | 0-11  | Glasgow City     |

## Demi-finales
| Première demi-finale  | Hibernian Ladies | 2-1 | Glasgow City | Forthbank Stadium |
| 14 octobre 2018 12:00 |                  |     |              |                   |

| Deuxième demi-finale  | Spartans WFC | 1-3 | Motherwell LFC | Forthbank Stadium |
| 14 octobre 2018 16:00 |              |     |                |                   |

## Finale
La finale oppose les Hibernian ladies, leader ex-æquo de la première division au moment des demi-finales, à un club de deuxième division, le Motherwell LFC.
| Finale                | Hibernian Ladies                                                                     | 8-0 | Motherwell LFC | Firhill Stadium, Glasgow |  |
| 4 novembre 2018 16:10 | Jamie-Lee Napier · Abi Harrison · Lauren Davidson · Cailin Michie · Maxine Welsh csc |     |                |                          |  |

Le Hibernian Ladies Football Club l'emporte largement sur son challenger Motherwell Ladies Football Club, 8 à 0.